# Batalla de Adrianópolis (1254)
La batalla de Adrianópolis se libró en 1254 entre los griegos del Imperio de Nicea y los búlgaros. Miguel Asen I intentó reconquistar las tierras ocupadas por los nicenos, pero el avance rápido de Teodoro II Láscaris tomó desprevenidos a los búlgaros, dándole la victoria.